# Trochosippa pardosella
Trochosippa pardosella är en spindelart som först beskrevs av Embrik Strand 1906.  Trochosippa pardosella ingår i släktet Trochosippa och familjen vargspindlar.
Artens utbredningsområde är Etiopien. Inga underarter finns listade i Catalogue of Life.